# Chiesa di Sant'Elena (Ittireddu)
La chiesa di Sant'Elena era un luogo di culto situato nel territorio di Ittireddu, centro abitato della Sardegna centrale.
La chiesa, ormai ridotta allo stato di rudere, è ubicata a poche centinaia di metri dal paese. Come quella di Santa Croce è stata edificata in epoca bizantina. 

L'edificio, costruito con blocchi irregolari di basalto, presenta una pianta rettangolare mononavata, terminante con abside semicircolare. All'interno si riconosce l'iconostasi che, come in tutte le chiese di impianto bizantino, separava la zona  presbiteriale dall'area riservata ai fedeli.